# Persone di cognome Page
| Questa pagina contiene informazioni ricavate automaticamente dalle voci biografiche con l'ausilio del template Bio e di un bot. L'aggiornamento è periodico e automatico e ricostruisce completamente la pagina. Se manca una persona in questa lista, sei pregato di non aggiungerla, ma accertati piuttosto che la sua voce biografica contenga il template Bio e che i dati anagrafici siano correttamente compilati. Se il template Bio manca, inseriscilo tu stesso o, in alternativa, metti l'avviso {{tmp\|Bio}} che ne segnala la mancanza. Se i dati riportati sono sbagliati, correggi direttamente la voce biografica; le modifiche saranno visibili in questa lista entro pochi giorni. Per chiarimenti vedi il progetto antroponimi. La lista contiene solo le 60 persone che sono citate nell'enciclopedia e per le quali è stato implementato correttamente il template Bio. Pagina aggiornata al 23 giu 2025. |

Questa è una lista di persone presenti nell'enciclopedia che hanno il cognome Page, suddivise per attività principale.

## Allenatori di calcio(1)
- Robert Page, allenatore di calcio e ex calciatore gallese (Llwynypia, n. 1974)

## Ammiragli(1)
- Théogène François Page, ammiraglio francese (Vitry-le-François, n. 1807 - Parigi, † 1867)

## Architetti del paesaggio(1)
- Russell Page, architetto del paesaggio britannico (Tattershall, n. 1906 - Londra, † 1985)

## Attiviste(1)
- Mary Hutcheson Page, attivista statunitense (Columbus, n. 1860 - Massachusetts, † 1940)

## Attori(7)
- Elliot Page, attore canadese (Halifax, n. 1987)
- Harrison Page, attore statunitense (n. 1941)
- Patrick Page, attore, basso-baritono e drammaturgo statunitense (Spokane, n. 1962)
- Ken Page, attore e cabarettista statunitense (Saint Louis, n. 1954 - Saint Louis, † 2024)
- Nathan Page, attore australiano (Perth, n. 1971)
- Regé-Jean Page, attore britannico (Londra, n. 1988)
- Samuel Page, attore statunitense (Whitefish Bay, n. 1976)

## Attrici(5)
- Gale Page, attrice e cantante statunitense (Spokane, n. 1913 - Santa Monica, † 1983)
- Geraldine Page, attrice statunitense (Kirksville, n. 1924 - New York, † 1987)
- Joanna Page, attrice gallese (Treboeth, n. 1977)
- Joy Page, attrice statunitense (Los Angeles, n. 1924 - Los Angeles, † 2008)
- LaWanda Page, attrice statunitense (Cleveland, n. 1920 - Hollywood, † 2002)

## Attrici teatrali(1)
- Charlotte Page, attrice teatrale e soprano britannica (Staffordshire, n. 1967)

## Calciatori(1)
- Louis Page, calciatore e allenatore di calcio inglese (Liverpool, n. 1899 - Birkenhead, † 1959)

## Cantanti(2)
- Grace Page, cantante, attrice e modella britannica (Reading, n. 1991)
- Ian Page, cantante e scrittore inglese (Londra, n. 1960)

## Cantautori(1)
- Tommy Page, cantautore statunitense (Glen Ridge, n. 1967 - East Stroudsburg, † 2017)

## Cantautrici(1)
- Tasha Page-Lockhart, cantautrice statunitense (Detroit, n. 1983)

## Cestiste(3)
- Murriel Page, ex cestista e allenatrice di pallacanestro statunitense (Louin, n. 1975)
- Danielle Page, ex cestista e allenatrice di pallacanestro statunitense (Colorado Springs, n. 1986)
- Julie Page, ex cestista britannica (Manchester, n. 1983)

## Cestisti(2)
- Pat Page, cestista, giocatore di baseball e giocatore di football americano statunitense (Chicago, n. 1887 - Watervliet, † 1965)
- Dylan Page, ex cestista statunitense (Amherst, n. 1982)

## Chitarristi(1)
- Jimmy Page, chitarrista e compositore britannico (Londra, n. 1944)

## Ciclisti su strada(2)
- Dylan Page, ex ciclista su strada e ex ciclocrossista svizzero (Châtonnaye, n. 1993)
- Hugo Page, ciclista su strada francese (Chartres, n. 2001)

## Danzatrici(2)
- Annette Page, danzatrice britannica (Manchester, n. 1932 - † 2017)
- Ruth Page, ballerina e coreografa statunitense (Indianapolis, n. 1899 - Chicago, † 1991)

## Dirigenti sportivi(1)
- Frédéric Page, dirigente sportivo e ex calciatore svizzero (Menziken, n. 1978)

## Filologi(1)
- Denys Page, filologo classico britannico (Reading, n. 1908 - Tarset, † 1978)

## Fisici(1)
- Don Page, fisico canadese (Bethel, n. 1948)

## Fotografe(1)
- Scarlet Page, fotografa inglese (Londra, n. 1971)

## Ginnaste(1)
- Bryony Page, ginnasta britannica (Crewe, n. 1990)

## Giocatori di snooker(1)
- Jackson Page, giocatore di snooker gallese (Ebbw Vale, n. 2001)

## Imprenditori(1)
- Larry Page, imprenditore statunitense (East Lansing, n. 1973)

## Magistrati(1)
- Alan Page, magistrato e ex giocatore di football americano statunitense (Canton, n. 1945)

## Modelle(1)
- Bettie Page, modella statunitense (Nashville, n. 1923 - Los Angeles, † 2008)

## Musicisti(1)
- Richard Page, musicista e compositore statunitense (Keokuk, n. 1953)

## Musicologi(1)
- Christopher Page, musicologo britannico (Londra, n. 1952)

## Pallavoliste(1)
- Lauren Page, pallavolista statunitense (Riverside, n. 1996)

## Pallavolisti(1)
- Robart Page, pallavolista statunitense (Rochester, n. 1992)

## Pattinatori artistici su ghiaccio(1)
- John Page, pattinatore artistico su ghiaccio britannico (Brooklands, n. 1900 - Manchester, † 1947)

## Pittrici(1)
- Sara Page, pittrice inglese (Moxley, n. 1855 - Parkstone, † 1943)

## Politici(2)
- Ernesto Page, politico italiano (Saint-Vincent, n. 1888 - Aosta, † 1969)
- John Page, politico statunitense (Rosewell Plantation, n. 1744 - Richmond, † 1808)

## Progettisti(1)
- Val Page, progettista britannico (n. 1891 - † 1978)

## Pugili(1)
- Jerry Page, ex pugile statunitense (Columbus, n. 1961)

## Registi(1)
- Anthony Page, regista britannico (Bangalore, n. 1935)

## Sciatori alpini(1)
- Kévin Page, ex sciatore alpino francese (n. 1975)

## Sciatori freestyle(1)
- Nick Page, sciatore freestyle statunitense (Hollywood, n. 2002)

## Scrittori(1)
- Thomas Nelson Page, scrittore, avvocato e diplomatico statunitense (Oakland, n. 1853 - Oakland, † 1922)

## Tennisti(1)
- Arthur Page, tennista britannico (Westminster, n. 1868 - Hildenborough, † 1958)

## Trombettisti(1)
- Hot Lips Page, trombettista e cantante statunitense (Dallas, n. 1908 - New York, † 1954)

## Velisti(1)
- Malcolm Page, velista australiano (Sydney, n. 1972)

## Wrestler(1)
- Diamond Dallas Page, ex wrestler e attore statunitense (Point Pleasant, n. 1956)

## Senza attività specificata(1)
- Ashley Page, ex ballerino, direttore artistico e coreografo britannico (Rochester, n. 1956)